# Oligia melanodonta
Oligia melanodonta är en fjärilsart som beskrevs av George Francis Hampson 1908. Oligia melanodonta ingår i släktet Oligia och familjen nattflyn. Inga underarter finns listade i Catalogue of Life.